# Pygora bella
Pygora bella är en skalbaggsart som beskrevs av Waterhouse 1879. Pygora bella ingår i släktet Pygora och familjen Cetoniidae. Inga underarter finns listade i Catalogue of Life.